# Flughafen Abuja

i7
i11
i13
Der Nnamdi Azikiwe International Airport (Hausa Filin Jirgin Saman Abuja, IATA-Code: ABV, ICAO-Code: DNAA) ist der Flughafen der nigerianischen Hauptstadt Abuja und zugleich der zweit-verkehrsreichte des Landes. Benannt ist er nach Nigerias erstem Präsidenten Nnamdi Azikiwe.
Der Flughafen hat zwei Terminals – eines für internationale und eines für Inlandsflüge.
Am 13. November 2006 unterzeichnete das Abuja Gateway Consortium einen Vertrag über das Management und die Entwicklung des Flughafens mit einer Laufzeit von 25 Jahren. Der Vertrag umfasst 101 Millionen US$ für Dienstleistungen sowie eine Investitionssumme von geplanten 371 Millionen US$.
Im April 2009 wurde bekannt, dass die nigerianische Bundesregierung, unter anderem mit deutscher Hilfe, den internationalen Teil des Flughafens ausbauen will. Für etwa 20 Mio. Euro sollen eine weitere Startbahn und ein neues Terminal errichtet werden. Das bisherige internationale Terminal würde dann für die Inlandsflüge genutzt. Man stellt sich vor, Abuja zu einem der führenden Luftfahrt-Drehkreuze Afrikas zu entwickeln.
Der Vertrag mit der nigerianischen Bauunternehmung Julius Berger Nigeria (JBN) über den Bau einer zweiten Start- und Landebahn wurde im März 2010 gestoppt, nachdem Korruptionsvorwürfe laut wurden. Demnach sollte JBN umgerechnet 315 Mio. Euro für die Planung und den Bau der 4.400 Meter langen Bahn, etwa 70 Mio. Euro pro km, erhalten. Für ein Drittel dieser Summe würden an anderen Orten in Afrika ganze Flughäfen inklusive Terminal errichtet. Bis 2012 gehörte Julius Berger Nigeria in das Unternehmenkonstrukt Bilfinger-Berger.

## Flugziele

### Internationale Flüge
Vom Flughafen Abuja gibt es tägliche Flüge nach London-Heathrow durch British Airways, nach Frankfurt am Main durch Lufthansa und nach Kairo mit Egypt Air. Mehrmals pro Woche werden Flüge nach New York JFK über Accra durch Delta Airlines und nach Addis Abeba durch Ethiopian Airlines angeboten. Air France nahm zum 4. Juni 2012 tägliche Flüge nach Paris-Charles de Gaulle auf. Gleichzeitig stellte KLM seine seit Oktober 2000 bestehende Verbindung nach Amsterdam ein. Ab 5. September 2012 startet dreimal pro Woche Kenya Airways nach Nairobi. Die nigerianische Fluggesellschaft Arik Air fliegt nach Accra/Ghana.

### Inlandsflüge
Es gibt zahlreiche Inlandsflüge verschiedener Fluggesellschaften sowohl zu den anderen Flughafen als auch zu kleineren Flugplätzen des Landes. Darunter mit Aero Contractors (Nigeria) nach Enugu, Lagos, Port Harcourt, mit Arik Air nach Akure, Benin City, Calabar, Gombe, Enugu, Ilorin, Kano, Katsina, Lagos, Maiduguri, Owerri, Port Harcourt, Sokoto, Uyo, Warri, Yola, Dana Air nach Kano, Lagos und Overland Airways nach Ibadan, Ilorin, Jos, Katsina, Minna.

## Verkehrsstatistik
| Jahr | Passagiere | Veränderung in % | Fracht in Tonnen | Flugbewegungen |
| ---- | ---------- | ---------------- | ---------------- | -------------- |
| 2002 | 1.441.734  | -%               |                  |                |
| 2003 | 1.742.271  | 20,8 %           |                  |                |
| 2004 | 2.194.512  | 26 %             |                  |                |
| 2005 | 2.126.645  | (3,1 %)          |                  |                |
| 2006 | 2.011.320  | 5,4 %            |                  | 36.704         |
| 2007 | 2.190.398  | 8,2 %            |                  | 38.594         |
| 2008 | 2.651.282  | 17,4 %           |                  | 41.530         |
| 2009 | 3.196.438  | 17,1 %           |                  | 41.524         |

## Zwischenfälle
- Am 29. Oktober 2006 stürzte eine Boeing 737-2B7 der ADC Airlines (5N-BFK) beim Start vom Flughafen Abuja kurz nach dem Abheben in der Nähe des Flughafens ab. Dabei kamen 96 der 105 Menschen an Bord ums Leben, 9 Personen überlebten. Ursache für den Unfall war die Entscheidung der Piloten, trotz vorheriger Warnungen vor einem Gewitter zu starten, und ihre nicht angemessene Reaktion auf eine starke Windscherung nach dem Abheben (siehe auch ADC-Airlines-Flug 53).[11]